# Gerald Troost
Gerald Troost (Hasselt (Overijssel), 6 maart 1978) is een Nederlandse zanger, componist en schrijver.
Voordat hij in 2000 een solocarrière begon, speelde hij in enkele bands. Troost dook als soloartiest met zijn debuut Met andere ogen in het gat van de gospelmarkt: Nederpop met christelijke teksten. Hij liet zich hierbij assisteren door muzikanten als Henk Pool en Marco Borsato-drummer Ton Dijkman.
Gerald Troost trad onder andere op op de EO-Jongerendag en het Flevo Festival.
In 2020 vierde Troost zijn twintigjarig jubileum met het album "Grijs Gedraaid". Met de albums "Grace above it all" en "Something to believe in" ging hij daarna de landsgrenzen over.
Troost heeft zijn eigen bedrijf, Troost Producties. Naast zijn muziek richt hij zich op coaching en geeft hij spreekbeurten over diverse thema's. Hij is ambassadeur van Compassion en Kerk in Actie.
Gerald Troost is woonachtig in Veenendaal. Hij is getrouwd met Nelinda Troost-Koudijs, een van de voorgangers van Mozaiek 0318. Samen hebben ze 3 kinderen.

## Discografie

### Albums
- Levensecht (1999, eigen beheer)
- Met andere ogen (2000)
- Eindeloos (2001)
- Bovennatuurlijk (2003, dubbel-cd)
- Intens (2004)
- Typisch Troost (2005)
- BinnensteBuiten (2006)
- Kerst (2006)
- Pasen (2007)
- Ons moment (2007)
- Tegengif (2008)
- On Our Way (2009, Engelstalig)
- Als de stilte spreekt (2009)
- Einde van het begin (2010, dubbel-cd)
- 100%Pasen (2012, cd bij het boek 100%Pasen: geloof, bijgeloof en volksgebruiken in Nederland/R.A. Koman. Bedum: Profiel)
- Pinksteren (2012)
- Tussen hemel en aarde (2013)
- Met andere ogen / Eindeloos / Bovennatuurlijk / Intens. 4 Cd-box (2014)
- Woorden van Troost in een tijd van eenzaamheid en leegte (2014)
- Woorden van Troost in een tijd van rouw en verdriet (2014)
- Witte vlag (2017)
- Luid en duidelijk (2018)
- Alles nieuw (2019)
- Grijs gedraaid (2020)
- Grace above it all (2021)
- Something to believe in (2022)

### Singles
- Steeds dichter bij jou (2000)
- Voor mama (2001)
- Wereldvrouw (2002)
- Kippenvel (2002)

## Songbooks
- G. Troost, Met Andere Ogen - Songbook. Ecovata, [s.n.].
- G. Troost, Het Grote Gerald Troost Songbook. Ecovata, [s.n.].